# El espía que me amó (novela)
El espía que me amó es la décima novela de la saga de James Bond de Ian Fleming, publicada por Glidrose Publications el 16 de abril de 1962. Es la más corta y más sexualmente explícita de las novelas de Fleming, así como una salida clara de novelas anteriores Bond en que la historia es contada en primera persona por una joven canadiense, Vivienne Michel. El propio Bond no aparece hasta el último tercio del libro. Fleming escribió un prólogo a la novela dando crédito a Michel como coautora.
Debido a las reacciones por los críticos y aficionados, Fleming no quedó contento con el libro y trató de suprimir elementos del mismo donde pudo: bloqueó una edición en rústica en el Reino Unido y solo dio permiso para el uso del título, no de ningún elemento del argumento, cuando vendió los derechos cinematográficos a Harry Saltzman y Albert R. Broccoli. Sin embargo, el personaje Jaws de la versión cinematográfica se basa libremente en uno de los personajes del libro y una edición en rústica fue publicada después de su muerte en el Reino Unido.
Una versión fuertemente adaptada de El espía que me amó apareció en el periódico Daily Express en formato de tira cómica diaria durante 1967–1968. En 1977 el título fue utilizado para la décima película de la serie de Eon Productions. Fue la tercera en protagonizar Roger Moore como Bond y no utiliza ningún elemento de la trama de la novela debido a reclamaciones de derechos de autor por parte de Kevin McClory a Albert R. Broccoli.

## Argumento
La novela narra la vida de Vivienne Michel, una muchacha canadiense, quien ha tenido dos decepciones amorosas. Una con un joven que la dejó porque sus padres lo comprometieron con otra mujer. Y otra con un compañero de trabajo, quien la dejó porque se mudó a otra ciudad.
Después se va con su tía a Canadá, donde en su motocicleta Vespa se va hacia los Estados Unidos, hospedándose en un pequeño motel. Los administradores, un matrimonio, son muy amables con ella, y le ofrecen un empleo, el último día de trabajo le dicen que tendrá que quedarse sola en el motel hasta que llegue el dueño para cerrarlo durante el invierno.
Llegan dos hombres, que trabajan para el dueño, dicen que están allí para hacer una supervisión del hotel, pero su cometido es quemarlo para que el dueño cobre del seguro, la culpa caerá sobre Vivienne, quien debe morir en el incendio. Cuando quieren que baile con ellos, ella los rechaza y la maltratan. Entonces llega James Bond, quien se da cuenta de que algo va mal entre los matones y la mujer. 
Consigue sonsacarles su plan, posteriormente luchará con ellos y los matará.
Vivienne se enamora de Bond, pero éste tiene que partir, no sin antes dar un informe a la policía de lo que sucedió. El comandante de la policía le recomienda a Vivienne que olvide a Bond, ya que le dice que no hay diferencia entre él y los hombres que la maltrataron. Pero ella concluye que nunca lo olvidará.

## Cambios en la película
Debido a una cláusula impuesta por el propio Ian Fleming se estableció que ninguna parte del argumento, situaciones y personajes de esta novela podían ser utilizados en su futura adaptación cinematográfica, únicamente se podría utilizar su título. 
Es por ello que novela y película no tengan ninguna similitud siendo el argumento del film totalmente inventado para el mismo.
Prueba de ello son los siguientes ejemplos:
- En lugar de Vivienne Michel aparece una agente de la KGB llamada Anya Amasova.
- En la película la misión de ambos agentes es detener al magnate naviero Karl Stromberg.
- En la película Anya se enamora de Bond pero quiere vengar la muerte de su novio a manos de 007.

- Datos: Q545151